# 生活化道路

在荷蘭的生活化道路所使用的告示牌

生活化道路（英語：Living street）是指並非以汽車通行為主的道路。屬於住宅區道路設計手法中的一種，該設計手法認為社區中的道路屬於住在社區內的居民，應盡量避免汽車進入社區道路，並以步行者的安全和舒適為目標來設計道路。類似的觀念包含交通寧靜區。
除了行人、腳踏車、低速的汽車等交通利用以外，生活化道路亦提供了許多其他的功能，例如社區居民的交流和兒童的玩耍。不同於行人徒步區，生活化道路並沒有完全禁制車輛進入，但同屬於一種抑制汽車便利性來改善交通的方法。

## 概念
生活化道路需要擴大可步行的空間來讓行人可以放心地行走於道路上，並同時在道路上種植樹木改善環境。為了把汽車的速度降低到不妨礙道路上的其他活動，彎曲道路使汽車無法直線前進被認為是最常使用的手段。可以在道路兩側擺設花盆植栽或是劃設停車位來使道路產生流線型曲線或不規則的夾角。其他的手法亦包含使道路中一小段變得非常地狹窄，或是設置跳動路面，也可利用路面立體彩繪來達成速度的降低。

## 歷史
生活化道路起源於荷蘭的Woonerf，為了防止車輛進入出入道路，社區居民將花盆或石塊放置於道路上。生活化道路在1971年於荷蘭的代爾夫特被實際運用。而在1975年被荷蘭政府採用為政策，並訂定為設計道路的標準。相同的政策在德國、北歐諸國、英國等國也陸續被實施。

## 世界各地案例與實踐

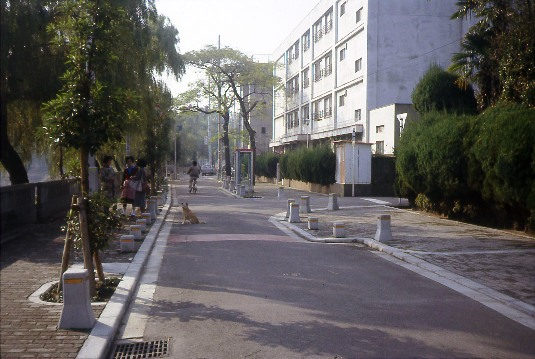
在大阪市的
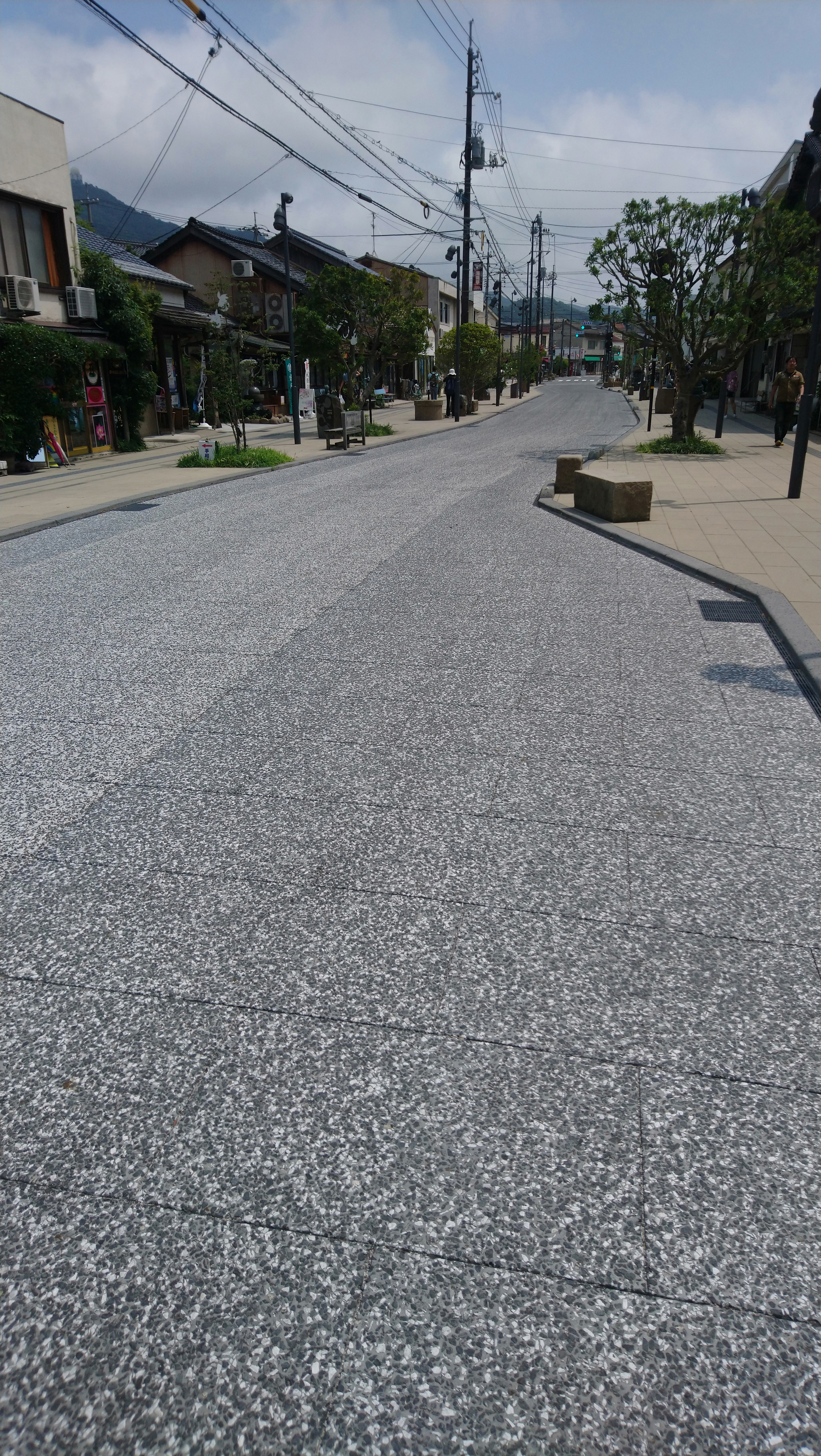
在境港市的
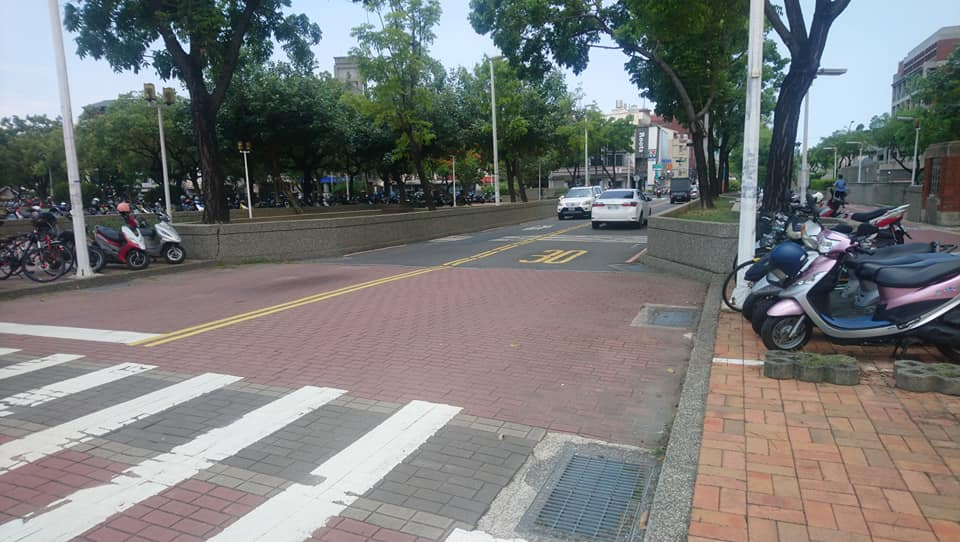
在台南市大學路的生活化道路

### 日本
在日本最早的生活化道路是位於大阪市阿倍野區長池町在1980年所改建的，該道路寬度10公尺。為了使通過車輛的速度降低，設計者除了將道路路型改變為鋸齒狀外，還在路面設置高低起伏的駝峰，並在車道與人行道的交界種植行道樹防止違規停車。該道路因為僅有單線道在改建前常因為違規停車使道路難以通行，但改建後不僅減少了通過的車輛數也降低了通過車輛的速度，而且也成功地改善了原本違規停車的狀況。在長池町實施的生活化道路成功後，各地開始以長池町的生活化道路為樣板改善當地的交通，而在1996年後建設省（現在的國土交通省）也開始推動生活化道路。

### 台灣
在台灣，由於生活化道路的觀念引進得較晚，因此早期皆沒有對生活化道路有相關的規範與實踐。在台灣法制化的僅有交通寧靜區，但其中所使用的手法包含了生活化道路的概念，在2017年10月，台南市政府於市內規劃了五所交通寧靜區，其中位於大學路的部分改變了部分路面的塗裝，並利用遠高於緣石的行道樹花圃來縮減車道。